# Epepeotes desertus
Epepeotes desertus là một loài bọ cánh cứng trong họ Cerambycidae.

## Hình ảnh

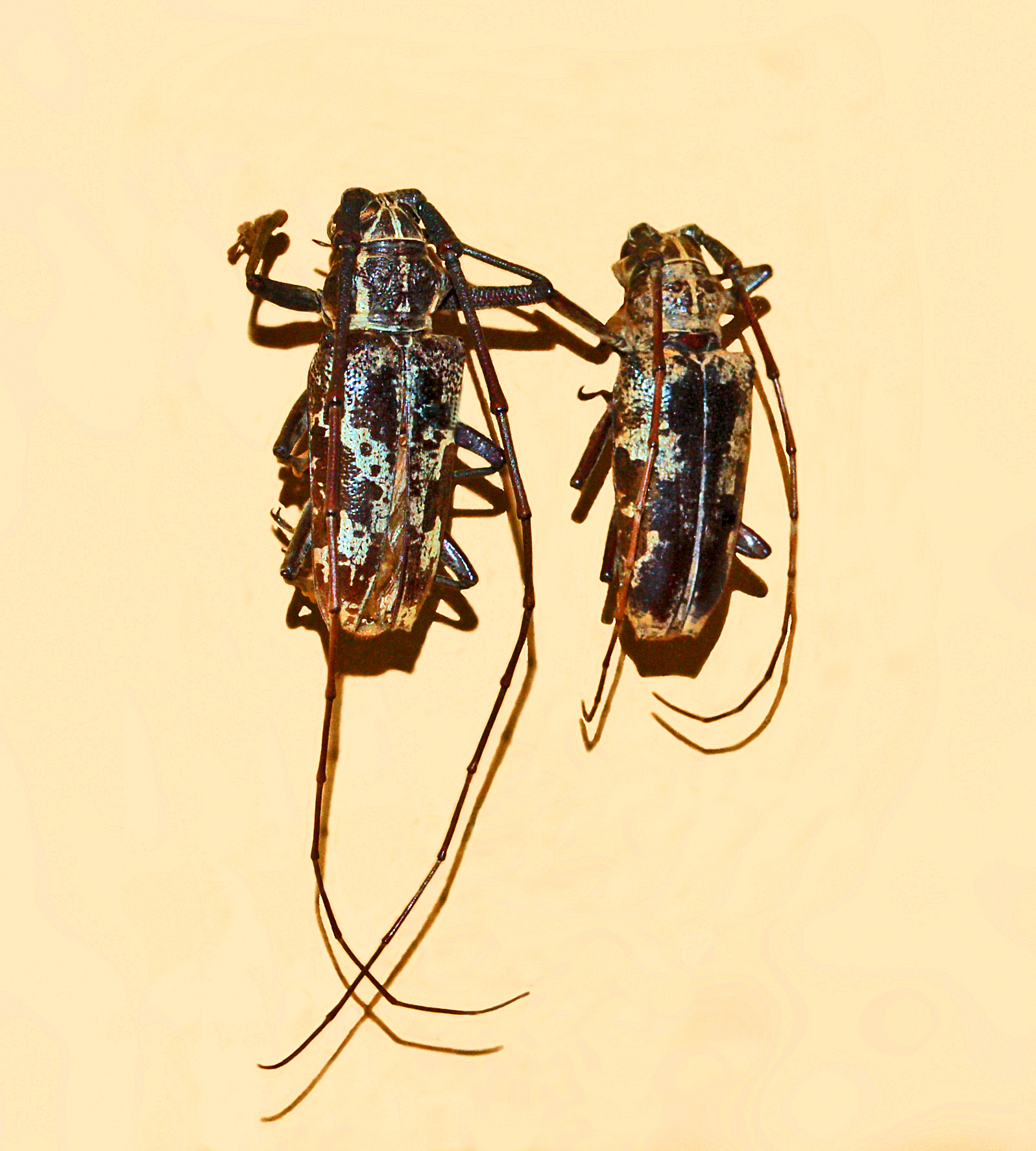